# Nahoreanî, Zalișciîkî
Nahoreanî (în ucraineană Нагоряни) este un sat în comuna Nîrkiv din raionul Zalișciîkî, regiunea Ternopil, Ucraina.

## Demografie
Componența lingvistică a localității Nahoreanî
     Ucraineană (99,83%)
     Alte limbi (0,17%)
Conform recensământului din 2001, majoritatea populației localității Nahoreanî era vorbitoare de ucraineană (99,83%), existând în minoritate și vorbitori de alte limbi.